# Cristal Bleu Persuasion
Cristal Bleu Persuasion (France) ou Ma sorcière aux cheveux bleus (Québec) (Crystal Blue-Haired Persuasion) est un épisode de la série télévisée d'animation Les Simpson. Il s'agit du vingt-troisième et dernier épisode de la trentième saison et du 662e de la série.

## Synopsis
Monsieur Burns consulte le bilan financier de fin d'année de la centrale nucléaire, il est horrifié car les bénéfices sont en baisse. Sur les conseils de Wyland, il décide de faire des coupes budgétaires et de supprimer les assurances santé des enfants des employés. Ne bénéficiant plus de l'allocation santé du gouvernement, Marge et Homer doivent réduire les médicaments des enfants. Celui que prend Bart pour traiter son trouble du déficit de l'attention coûte trop cher et le médicament générique risque d'avoir beaucoup d'effets secondaires. En désespoir de cause, Marge envisage de recourir à des méthodes alternatives. Elle entre dans une boutique New-Age et achète des cristaux guérisseurs qui sont censés receler de grands pouvoirs. Marge n'y croit pas trop, mais rapidement Bart ramène un A à un contrôle d'histoire. Il semble ne pas avoir triché, bien que Lisa soit suspicieuse. Il lui explique que c'est grâce à l'action des cristaux. 
Luann demande à Marge quel est le secret des bons résultats de Bart, elle lui révèle le pouvoir des cristaux, et accepte d'aller en acheter d'autres pour elle. Mais la gérante de la boutique a décidé de fermer définitivement pour rejoindre une secte et lui cède tout son stock de pierres. Marge va alors vendre celles-ci dans son garage où elles rencontrent un grand succès. Elle baptise sa boutique Murmur et propose toutes sortes d'accessoires holistiques. Elle fait de plus en plus de bénéfices, si bien qu'Homer s'imagine ne plus avoir besoin d'aller travailler. Mais elle reçoit bientôt la visite d'une concurrente de Shelbyville qui la menace si elle continue à vendre les mêmes produits qu'elle.  Cela n'effraie pas Marge qui décide d'ouvrir un stand dans le même centre commercial. Quant à Lisa, elle ne croit pas un instant aux pouvoirs de ces cristaux et décide d'enquêter dans l'école.

## Réception
Lors de sa première diffusion, l'épisode a attiré 1,50 million de téléspectateurs. Cet épisode réalise la pire audience historique pour un épisode des Simpson depuis le début de la série.